# Setka
Setka war ein Prinz der altägyptischen 4. Dynastie und ein Sohn von Pharao Radjedef; seine Mutter ist unbekannt. Setka ist nur durch eine Statue bekannt, die aus dem Pyramidenbezirk seines Vaters in Abu Roasch stammt.

## Setka als möglicher Pharao
Nach einem Vorschlag von Aidan Dodson könnte Setka nach dem Tod seines Vaters Radjedef und seines Onkels Chephren für einige Jahre auf den ägyptischen Thron gekommen sein. Er wäre dann identisch mit einem nur spärlich belegten Pharao, den der Geschichtsschreiber Manetho Bicheris nennt. Dodson beruft sich bei seinen Überlegungen auf einen Namenszug aus einer Pyramide in Saujet el-Arjan, dessen Lesung unklar ist und den er als Sethka deutet. Setka hätte demnach seinen Namen nach der Thronbesteigung leicht abgeändert. Dodsons Vorschlag fand bisher in der Fachwelt allerdings noch keine allgemeine Zustimmung. So wird Bicheris von einer Reihe anderer Forscher mit Baka, einem weiteren Sohn Radjedefs identifiziert, daneben existieren aber noch weitere Lesungen für den Namenszug aus Saujet el-Arjan.

## Statue

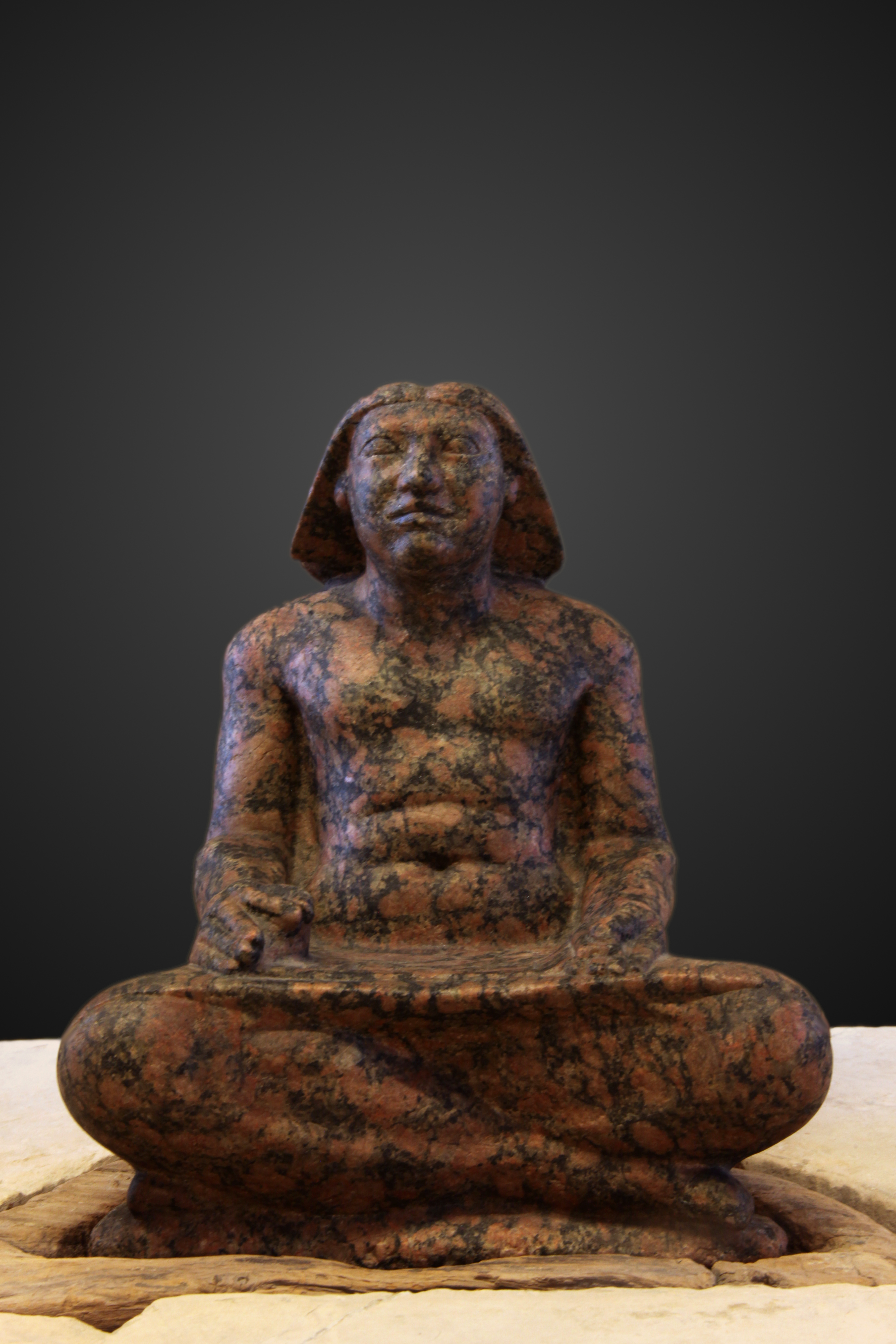
Schreiberstatue des Setka; Louvre, Paris

Die Statue des Setka wurde von Émile Chassinat bei einer Grabung in der Pyramidenanlage des Radjedef im Winter 1900/01 entdeckt und befindet sich seit 1907 im Louvre in Paris (Inv.-Nr. E 12639 und E 12631). Der Prinz ist als Schreiber dargestellt. Es handelt sich um eines der ältesten bekannten Beispiele einer sogenannten Schreiberstatue.
Die Statue besteht aus drei Teilen: Der eigentlichen Schreiberstatue aus Granit sowie aus zwei Podesten. Das äußere Podest besteht aus Kalkstein und misst 64 × 66 × 17 cm. Auf der Oberseite ist eine Inschrift eingemeißelt, die Name und Titel des Besitzers nennt. In der Mitte befindet sich eine halbkreisförmige Vertiefung, in die das zweite Podest aus Holz eingelassen ist. Es misst 30,5 × 17,5 × 4,6 cm und besitzt wiederum eine Vertiefung, in welche schließlich die eigentliche Statue eingelassen ist. Sie ist 30 cm hoch, 23 cm breit und 17 cm tief. Setka ist im Schneidersitz dargestellt, sein einziges Kleidungsstück ist ein Schurz. Auf seinem Schoß liegt eine ausgerollte Papyrusrolle, die er mit beiden Händen festhält. Zeige- und Mittelfinger der rechten Hand sind zusammengeführt, als ob er ein Schreibgerät halten würde, welches allerdings vom Bildhauer nicht ausgeführt wurde.